# Stack (Kategorientheorie)
In der algebraischen Topologie versteht man unter einem Stack (englisch für „Stapel“) eine (auf eine bestimmte Art) kategorifizierte Garbe. Die Kategorifizierung besteht aus zwei Schritten: der Kategorifizierung einer Prägarbe und der des Abstiegsaxioms, dessen Erfüllung eine Prägarbe zu einer Garbe macht.
Für einen topologischen Raum {\displaystyle X} sei {\displaystyle {\mathfrak {Cov}}(X)} die Kategorie, deren Objekte surjektive stetige Abbildungen {\displaystyle j\colon U\to X} sind, und deren Morphismen surjektive stetige Abbildungen {\displaystyle i\colon U_{1}\to U_{2}} sind, so dass {\displaystyle j_{1}=j_{2}\circ i} gilt.
- Eine Prägarbe über {\displaystyle X} in einer Kategorie {\displaystyle {\mathfrak {C}}} ist ein kontravarianter Funktor {\displaystyle {\mathcal {F}}\colon {\mathfrak {Cov}}(X)\to {\mathfrak {C}}}.

Für jeden Morphismus {\displaystyle i\colon U\to V} und ein Pullback
| {\displaystyle U^{2}}       | {\displaystyle \to } | {\displaystyle U}           |
| {\displaystyle \downarrow } |                      | {\displaystyle \downarrow } |
| {\displaystyle U}           | {\displaystyle \to } | {\displaystyle V}           |

bekommt man ein induziertes kommutierendes Diagramm
| {\displaystyle {\mathcal {F}}(V)} | {\displaystyle \to } | {\displaystyle {\mathcal {F}}(U)}     |
| {\displaystyle \downarrow }       |                      | {\displaystyle \downarrow }           |
| {\displaystyle {\mathcal {F}}(U)} | {\displaystyle \to } | {\displaystyle {\mathcal {F}}(U^{2})} |

(mit umgedrehten Pfeilen). Gemäß der universellen Eigenschaft eines Pullbacks
| {\displaystyle D}                 | {\displaystyle \to } | {\displaystyle {\mathcal {F}}(U)}     |
| {\displaystyle \downarrow }       |                      | {\displaystyle \downarrow }           |
| {\displaystyle {\mathcal {F}}(U)} | {\displaystyle \to } | {\displaystyle {\mathcal {F}}(U^{2})} |

- Das Abstiegsaxiom für die Prägarbe {\displaystyle {\mathcal {F}}} lautet: Für jedes {\displaystyle i\colon U\to V} ist der Morphismus {\displaystyle \mathrm {Des} (i,{\mathcal {F}})} ein Isomorphismus.

Man kann sich nun überlegen, dass diese Definitionen mit den eher gebräuchlichen aus dem Artikel über Garben übereinstimmt. Sie erlauben jedenfalls eine Kategorifizierung in natürlicher Art und Weise: Kategorien werden 2-Kategorien, Funktoren werden 2-Funktoren, Objekte werden Kategorien, Morphismen werden Funktoren, und Gleichungen von Morphismen werden natürliche Äquivalenzen. Dabei wird die Kategorie {\displaystyle {\mathfrak {Cov}}(X)} zu einer 2-Kategorie, indem man nur Identitäten als 2-Morphismen zulässt.
Damit ergeben sich die folgenden Definitionen:
- Eine gefaserte Kategorie über {\displaystyle X} in einer 2-Kategorie {\displaystyle {\mathfrak {C}}} ist ein kontravarianter 2-Funktor {\displaystyle {\mathcal {F}}:{\mathfrak {Cov}}(X)\to {\mathfrak {C}}}.
- Das Abstiegsaxiom für eine gefaserte Kategorie {\displaystyle {\mathcal {F}}} lautet: Für jeden 1-Morphismus {\displaystyle i\colon U\to V} ist der Funktor {\displaystyle \mathrm {Des} (i,{\mathcal {F}})} eine Äquivalenz von Kategorien.
- Ein Stack ist eine gefaserte Kategorie, die das Abstiegsaxiom erfüllt.

Bemerkung: Eigentlich sollte eine gefaserte Kategorie „Prä-Stack“ heißen, aber dieser Begriff ist bereits durch eine etwas andere, nicht-äquivalente Definition belegt.